# Collection Alternative
Collection Alternative war eine literaturtheoretische Schriftenreihe innerhalb der  Sammlung Luchterhand, einer Taschenbuchreihe des Luchterhand-Verlags.

## Geschichte und Konzept
Die Collection Alternative, auf dem Buchumschlag kleingeschrieben wie die Zeitschrift Alternative, die Hildegard Brenner von 1964 bis 1982 herausgab, wurde von dieser gegründet, als sie 1971 auf den Lehrstuhl für Literaturtheorie und -soziologie an der Universität Bremen berufen wurde. Jeder Band besitzt zwei Zählungen, eine der Collection Alternative sowie eine innerhalb der Sammlung Luchterhand: 1=19, 2=35, 3=40, 4=60, 5=87, 6=97, 7=123. Die Reihe wollte die Methodendiskussion um die Analyse von Überbauphänomenen vorantreiben.

## Die Bände der Reihe
- Band 1: Helga Gallas: Marxistische Literaturtheorie. Kontroversen im Bund proletarisch-revolutionärer Schriftsteller. 1971, 4. Auflage 1974, ISBN 3-472-61019-0
- Band 2: Helga Gallas (Hrsg.): Strukturalismus als interpretatives Verfahren. Darmstadt 1972
- Band 3: Ginka Steinwachs: Mythologie des Surrealismus oder die Rückverwandlung von Kultur in Natur. Eine strukturale Analyse von Bretons Nadja. Darmstadt 1971
- Band 4: Georg Fülberth: Proletarische Partei und bürgerliche Literatur. Auseinandersetzungen in der deutschen Sozialdemokratie der II. Internationale über Möglichkeiten und Grenzen einer sozialistischen Literaturpolitik. Neuwied 1972
- Band 5: Dieter Richter (Hrsg.): Das politische Kinderbuch. Eine aktuelle historische Dokumentation. 1973, ISBN 3-472-61087-5
- Band 6:  H. Gustav Klaus (Hrsg.): Marxistische Literaturkritik in England. Das „Thirties movement“.  1973, ISBN 3-472-61097-2
- Band 7: Pierre Macherey: Zur Theorie der literarischen Produktion. Studien zu Tolstoj, Verne, Defoe, Balzac. 1974, ISBN 3-472-61123-5